# Johann Andreas Schaubach
Johann Andreas Schaubach (* 31. Januar 1766 in Meiningen; † 23. Februar 1844 in Meiningen) war ein deutscher Architekt, Hofmaurer und Bauinspektor am Hof von Sachsen-Meiningen.
Johann Andreas Schaubach wurde als Sohn des Ratsmaurers Johann Daniel Schaubach in Meiningen geboren. 1791 wurde er Hofmaurer, 1802 Hofconducteur und 1806 Bauinspektor. Sein Bruder war der Astronom und Gymnasialrektor Johann Konrad Schaubach.

## Werke
Johann Andreas Schaubach schuf in Meiningen folgende bekannte, heute unter Denkmalschutz stehende Bauwerke:
- Kleinarchitekturen im Englischen Garten (ab 1791)
- Künstliche Ruinen im Englischen Garten (1793/94)
- Reithalle (1797), heute Theatermuseum Meiningen
- Kleines Palais (1821–1823)
- Großes Palais (1821–1823)
- Um- und Erweiterungsbau Malz- und Brauhaus Meiningen (1823)